# Öjsjötjärnarna
Öjsjötjärnarna är varandra näraliggande sjöar i Östersunds kommun i Jämtland och ingår i Indalsälvens huvudavrinningsområde. Öjsjötjärnarna ligger i Öjsjömyrarna Natura 2000-område och skyddas av habitat- och fågeldirektivet.
- Öjsjötjärnarna (Häggenås socken, Jämtland, 703618-146356), sjö i Östersunds kommun, 63°25′57″N 15°04′30″Ö / 63.4326°N 15.075°Ö
- Öjsjötjärnarna (Häggenås socken, Jämtland, 703632-146379), sjö i Östersunds kommun, 63°26′02″N 15°04′47″Ö / 63.4338°N 15.0796°Ö